# أمير (اسم)
أمير هو اسم عربي، (بالفارسية: امير) و(بالعبرية: אמיר). بثلاثة معانٍ مختلفة.وهو مشتق من الفعل "أَمَرَ"، والأمير هو الشخص الذي يعطي الأوامر. وتعني بالعبرية قمة الشجرة أو كومة من القمح المحصود، وأمير بالفارسية له نفس النطق ولكن بمعنى الشخص الذي روحه وذاكرته لن تموت.

## أسماء
- الآمر بأحكام الله
- أمير خان (ملاكم)
- أمير خسرو أفشار
- أمير قلعة نويي
- أمير حداد
- أمير عباس هويدا
- أمير جونسون
- ميرزا محمد تقي خان فراهاني (اميركبير)
- أمير خسرو
- أمير مكري
- أمير أوهانا